# 剪尾蜂鸟
，是雨燕目蜂鸟科宝石蜂鸟族的一种鸟类，是剪尾蜂鸟属的唯一一种。
剪尾蜂鸟体重约7.3克，翼长约66.6毫米，嘴峰长约27.3毫米，喙宽度约3.3毫米，喙厚度约2.7毫米，跗蹠长约6.3毫米，尾长约105.6毫米。剪尾蜂鸟在其分布区内为留鸟，其栖息在密集的高大树木组成的森林中，食性为草食性，主要食物来源是植物的花蜜。
剪尾蜂鸟分布于委内瑞拉东北部（帕里亚半岛的山区）。该物种是单型物种，没有亚种分化。